# David ben Zakkai
David ben Zakkai (Babilonia, ? - 940), exilarca judío de Babilonia, famoso por su conflictivo enfrentamiento con Saadia Gaon, líder de la academia talmúdica de Sura. Esto se debió a que David, de naturaleza corrupta, había forzado al Gaón a ratificar un veredicto injusto, a lo que Saadia se negó rotundamente. Se dice que como intentó matar a Saadia, este último debió esconderse o exiliarse durante siete años. Finalmente, ambos se reconciliaron. David ben Zakkai era tatarabuelo de Ezequías Gaón. 